# Spoorlijn 69
Lijn 69 is een Belgische spoorlijn gelegen in West-Vlaanderen en Henegouwen. Het begin van de lijn ligt aan de vertakking en voormalige station Kortrijk-West, waar de lijn afsplitst van spoorlijn 66. Oorspronkelijk liep de lijn door tot de grens met Frankrijk bij Abele, en gaf daar aansluiting op lijn 299 000 naar Hazebroek, maar het eindpunt ligt nu in Poperinge; vanaf daar zijn de sporen opgebroken. De lijn heeft een maximumsnelheid van 120 km/h en werd in 2022 uitgerust met het automatisch treinbeïnvloedingssysteem ETCS 1 LS (Limited Supervision). Bij de Limited Version ligt er enkel een baken bij seinen die voor gevaarpunten staan en waar de risico's bij een seinvoorbijrijding groter zijn.

## Geschiedenis
De lijn werd aangelegd door de private spoorwegmaatschappij Société des chemins de fer de la Flandre-Occidentale als onderdeel van de lijn Brugge – Kortrijk – Ieper – Poperinge. Dezelfde maatschappij legde ook de lijnen aan van Kortrijk naar Brugge (spoorlijn 66), van Roeselare naar Ieper (spoorlijn 64), van Ingelmunster over Tielt naar Deinze (spoorlijn 68 en 73). De maatschappij ging nog voor de opening van het deel Poperinge – Hazebroek (Hazebrouck) een samenwerking aan met andere maatschappijen, om dan later opnieuw zelfstandig te bestaan. Maar ze werd uiteindelijk vanaf 1907 door de staatsspoorwegen overgenomen.
De spoorlijn heeft een rijke geschiedenis, onder meer door het gebruik tijdens de Eerste Wereldoorlog. De lijn kreeg toen de bijnaam Sporen tussen IJzer en Leie. Getuige ook de talrijke militaire aansluitingen die dienden voor de bevoorrading van zowel de Entente als het Centrale mogendheden.

### Hill 60
De spoorlijn kruist door de beroemde Hill 60, of het Zwarteleen. Deze heuvel staat bekend om de Britse mijnenaanvallen voor en tijdens 1917. De heuvel ontstond door het opwerpen van aarde tijdens de aanleg van de spoorweg. Onder Hill 60 zouden zich nog tunnels bevinden. Deze zorgden dat de spoorlijn een niet-stabiele ondergrond heeft. Hierdoor moest de trein noodgedwongen vertragen. De spoorlijn werd op deze plaats grondig vernieuwd waardoor de stabiliteitsproblemen zijn opgelost.

## Stations
Met de sluiting van de loketten in het station van Wervik (op 1 oktober 2015), Menen en Poperinge (op 1 februari 2021), zijn er enkel nog bemande loketten te Ieper. De treinen blijven wel gewoon stoppen in die stations.

## Treindiensten
De NMBS verzorgt het personenvervoer met IC en Piekuurtreinen.
Sinds 15 december 2024:
| Serie | Verbinding                                                                              | Opmerkingen                                         |
| ----- | --------------------------------------------------------------------------------------- | --------------------------------------------------- |
| IC 04 | Antwerpen-Centraal – Gent-Sint-Pieters – Kortrijk – Poperinge                           |                                                     |
| P     | Poperinge – Ieper – Kortrijk – Gent-Sint-Pieters – Brussel-Zuid – Schaarbeek            | Rijdt enkel op weekdagen tijdens de spits           |
| P     | Poperinge – Ieper – Kortrijk                                                            | Rijdt enkel op weekdagen tijdens de spits           |
| P     | Poperinge – Ieper – Kortrijk – Gent-Sint-Pieters – Mechelen – Leuven – Sint-Joris-Weert | Rijdt enkel op zondagavond tijdens het academiejaar |

Jarenlang werd de lijn ook gekenmerkt door het uitzonderlijke vervoer van bieten. De bietentreinen reden van midden oktober tot begin december. In Poperinge werden de bieten overgeladen van vrachtwagens in wagons. Daarna werden ze met de trein vervoerd naar de suikerfabriek te Moerbeke-Waas. Door de sluiting van de suikerfabriek kwam in december 2007 een einde aan dit transport.

## Aansluitingen
In de volgende plaatsen is of was er een aansluiting op de volgende spoorlijnen:
Y Kortrijk-West
Spoorlijn 66 tussen Brugge en Kortrijk
Menen
Spoorlijn 65 tussen Roeselare en Menen
Komen
Spoorlijn 67 tussen Komen en Le Touquet
Spoorlijn 68 tussen Komen en Komen grens
Ieper
Spoorlijn 63 tussen Torhout en Ieper
Spoorlijn 64 tussen Roeselare en Ieper
Poperinge
Spoorlijn 76 tussen Adinkerke en Poperinge
Abele
RFN 299 000 tussen Hazebrouck - Boeschepe

## Galerij

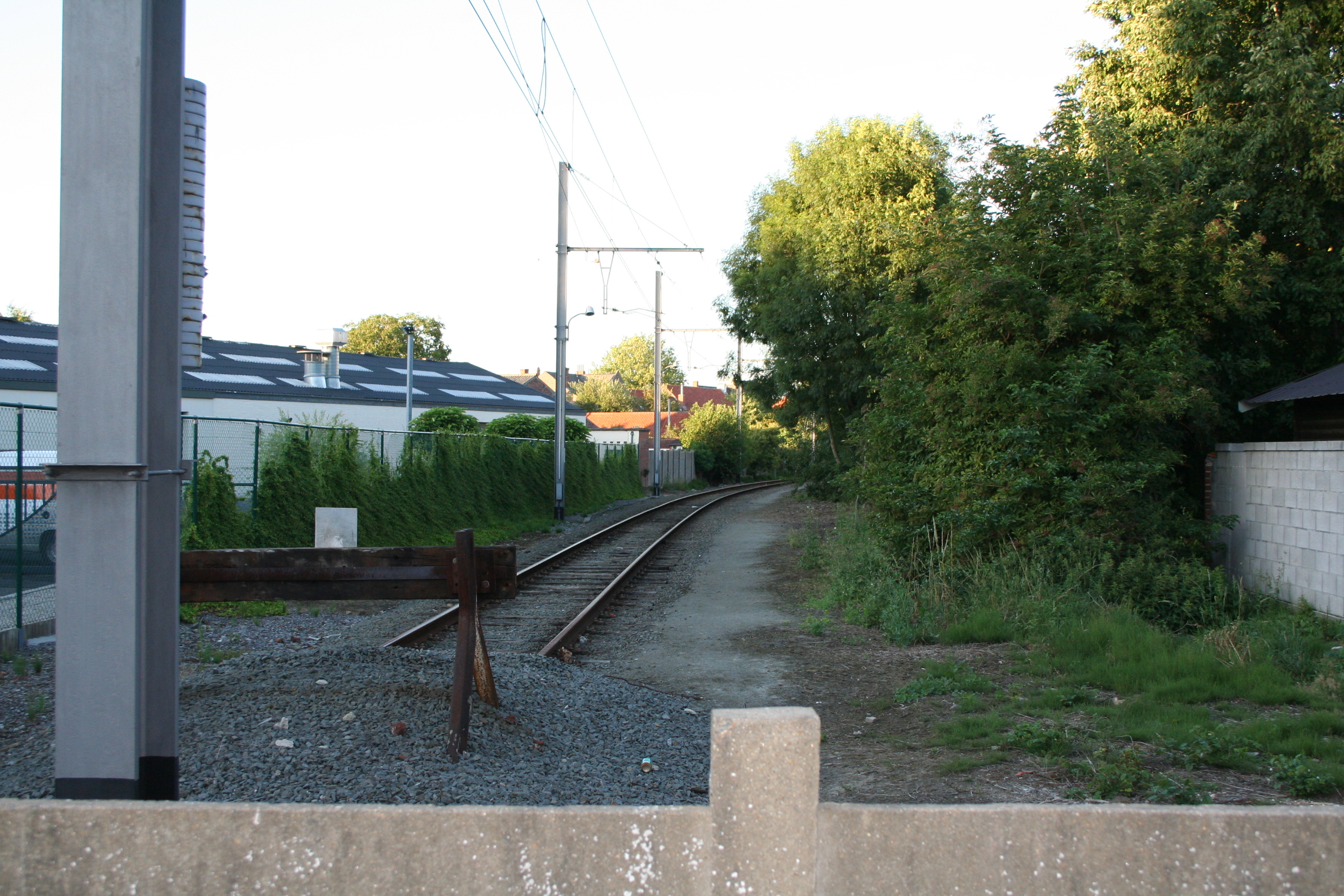
Eindpunt Lijn 69 te Poperinge tot eind maart 2013. Sindsdien is Station Poperinge het eindpunt geworden van Lijn 69.
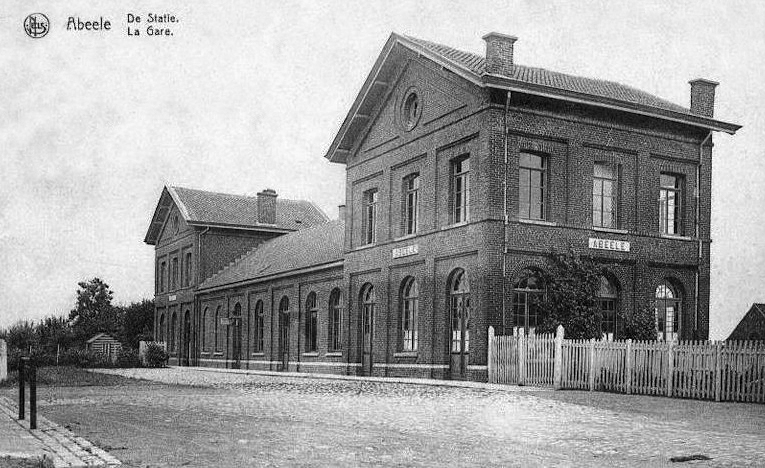
Station Abele rond 1900.